# Ayres Morais de Albuquerque
Ayres Moraes Albuquerque es un exfutbolista brasileño, hermano de Almir Moraes Albuquerque, Adilson Moraes Albuquerque y Arlindo Moraes Albuquerque.
Almir fue contratado por Alberto J. Armando, quien además se llevó a Ayres para que jugara en la tercera división de Boca, en 1961. Luego de unos problemas con la directiva Almir pasó trasferido a la Fiorentina de Italia, pues la AFA lo suspendió por 6 meses. Ayres en cambio se quedó, y firmó su primer contrato profesional en 1963, luego de salir campeón argentino de tercera y de reserva. Después de salir de Boca Juniors jugó para el Club Atlético Colón (entre 1967 y 1968), y por último en el Club América de México, donde terminó sú carrera de futbolista, en el año de 1970, justo antes de la Copa. 
Ese mismo año, regresó a sú ciudad natal, Recife, donde entró a la Universidad, y se recibió de Profesor de Educación Física.
Con eso, comenzó a trabajar como Entrenador Físico, en el Santa Cruz Futebol Clube. Luego de trabajar 18 anõs en Santa Cruz, estuvo 1 año en el Clube Náutico Capibaribe y luego en el Sport Clube do Recife como descubridor de talentos jóvenes.
Falleció el día 26 de julio de 2025, después de algunos años padeciendo el Alzheimer.

## Clubes
| Club         | País      | Año       |
| ------------ | --------- | --------- |
| Boca Juniors | Argentina | 1963-1967 |
| Colón        | Argentina | 1967–1968 |
| América      | México    | 1968-1970 |

## Palmarés

### Campeonatos nacionales
| Título           | Club         | País      | Año  |
| ---------------- | ------------ | --------- | ---- |
| Primera División | Boca Juniors | Argentina | 1964 |
| Primera División | Boca Juniors | Argentina | 1965 |

- Datos: Q5714743